# HMS G7
HMS G7 – brytyjski okręt podwodny typu G. Zbudowany w latach 1914–1916 w  Armstrong Whitworth, Newcastle upon Tyne. Okręt został wodowany 4 marca 1916 roku i  rozpoczął służbę w Royal Navy 21 sierpnia 1916. 
W 1916 roku dowodzony przez Lt. Cdr Geoffreya Warburtona okręt należał do Dziesiątej Flotylli Okrętów Podwodnych  (10th Submarine Flotilla) stacjonującej w Tees.  Jego zadaniem podobnie jak pozostałych okrętów klasy G było patrolowanie akwenów Morza Północnego w poszukiwaniu i zwalczaniu niemieckich U-Bootów.
1 listopada 1918 roku został zatopiony na Morzu Północnym.